# Colle Umberto
Colle Umberto är en ort och kommun i provinsen Treviso i regionen Veneto i Italien. Kommunen hade 5 071 invånare (2018).